# Hemioplisis unicata
Hemioplisis unicata là một loài bướm đêm trong họ Geometridae.